# Терилл
Терилл (др.-греч. Τήριλλος) — сын Криниппа, гимерский тиран, призвавший карфагенян под предводительством суффета Гамилькара I (480 год до н. э.), на помощь в войне против Ферона Агригентского. Войска Терилла и карфагенян были разбиты Гелоном в битве при Гимере. Терилл был тестем Анаксилая.

## Биография
Ничего не известно о том, как Терилл пришёл к власти. Также у историков нет никакой информации о продолжительности или событиях его правления. Скорее всего, знания о Терилле основаны на его взаимодействиях с другими историческими личностями.
Терилл стремился укрепить свою власть в качестве тирана Гимеры, выдав свою дочь Цидиппу замуж за правителя Регия Анаксилая. Терилл также поддерживал хорошие отношения с карфагенским полководцем Гамилькаром I.
Когда в 483 году до н. э. Терилл был изгнан из Гимеры тираном Агригента Фероном, Терилл обратился за помощью к карфагенянам. Его зять Анаксилай не только поддержал его просьбу к карфагенянам о помощи, но и предложил карфагенянам в заложники своих собственных детей. В ответ карфагеняне решили помочь Териллу восстановить власть в Гимере. Одновременно они использовали просьбу Терилла как основу для расширения своей власти на Сицилии. Таким образом, изгнание Терилла Фероном Агригентским стало предлогом для крупной карфагенской экспедиции под командованием Гамилькара I против греческих городов Сицилии, которая закончилась крупным поражением карфагенян в битве при Гимере в 480 году до н. э.
Ничего не известно о судьбе Терилла после поражения его союзников при Гимере.